# Ctenucha marita
Ctenucha marita är en fjärilsart som beskrevs av William Schaus 1896. Ctenucha marita ingår i släktet Ctenucha och familjen björnspinnare. Inga underarter finns listade i Catalogue of Life.